# Remigian Orzechowski
Remigian Orzechowski herbu Oksza – sędzia przemyski w latach 1604–1607, podsędek przemyski w latach 1597–1603, podwojewodzi przemyski w 1605 roku.